# Cyclophora decoraria
Cyclophora decoraria är en fjärilsart som beskrevs av Newman 1861. Cyclophora decoraria ingår i släktet Cyclophora och familjen mätare. Inga underarter finns listade i Catalogue of Life.